# 歐洲鼬
欧洲鼬（学名：Mustela putorius），也被稱為普通雞貂，黑或森林鸡貂，欧洲雪貂，或野生雪貂，是鼬科下属的一个物种，来自歐亞大陸西部和非洲北部。它一般是黑棕色的，腹部饰白色，脸部则有一道黑色，有时也会出现白化症、紅色過度等颜色变异。和欧洲水鼬等其他鼬屬相比较之下，欧洲鼬的身长更短，牙列、骨骼更为坚强有力，也较为不活泼一些。欧洲水鼬因能够分泌一种非常臭的气味标记领地而知名。